# 鹽水 (大字)
鹽水，原稱鹽水港，是臺灣臺南市鹽水區的一個傳統地域名稱，也是全區行政中心所在，位於該區東部略偏北。相較於今日行政區，其範圍大致包括水秀里西部凸出部分不含其西北端、津城里不含北端、月港里東南半部、橋南里不含東南半葉的西南端、文昌里東北端。

## 歷史
台灣日治初期，鹽水地區為一街庄，稱為「鹽水港街」，隸屬於鹽水港堡。該街北與下中庄、岸內庄為鄰，東與土庫庄、後鎮庄、茄苳腳庄為鄰，南邊東段為太子宮庄，南邊西段及西邊為舊營庄。
1901年（日治明治三十四年）11月，全台設置二十廳，該街隸屬於鹽水港廳。1909年（明治四十二年）10月，合併二十廳為十二廳，該街改隸屬於嘉義廳。1920年（大正九年），廢十二廳改設五州二廳，該街改制並簡化為「鹽水」大字，隸屬於臺南州新營郡鹽水街。
戰後鹽水街改制為鹽水鎮，隸屬於臺南縣，大字亦改制為里。1950年雲、嘉、南分治，鹽水鎮隸屬不變。2010年12月，因臺南縣市合併直轄臺南市，鹽水鎮改制為鹽水區。

## 聚落
本地區發展較早的聚落有鹽水港、觀音亭等，在日治期初期的官方地圖上已有記載。

## 交通
- 省道台19線
- 省道台19甲線
- 市道172號

## 廟宇
- 鹽水護庇宮（媽祖廟）
- 鹽水大眾廟